# Stubenberg (Austria)
Stubenberg – gmina w Austrii, w kraju związkowym Styria, w powiecie Hartberg-Fürstenfeld. Liczy 2286 mieszkańców (1 stycznia 2015).